# Brauner (Pferd)

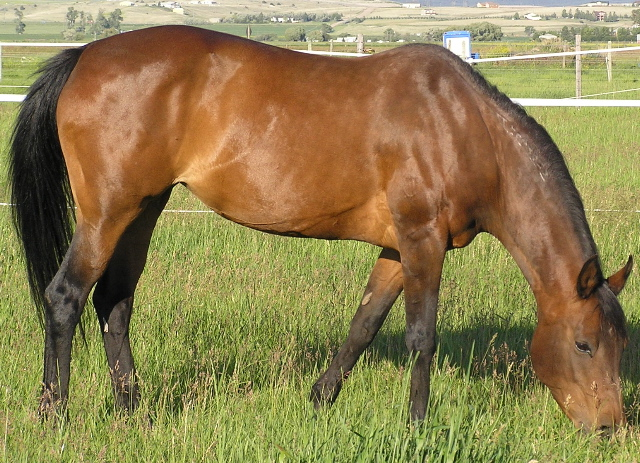
Normaler Brauner mit schwarzen Röhrbeinen

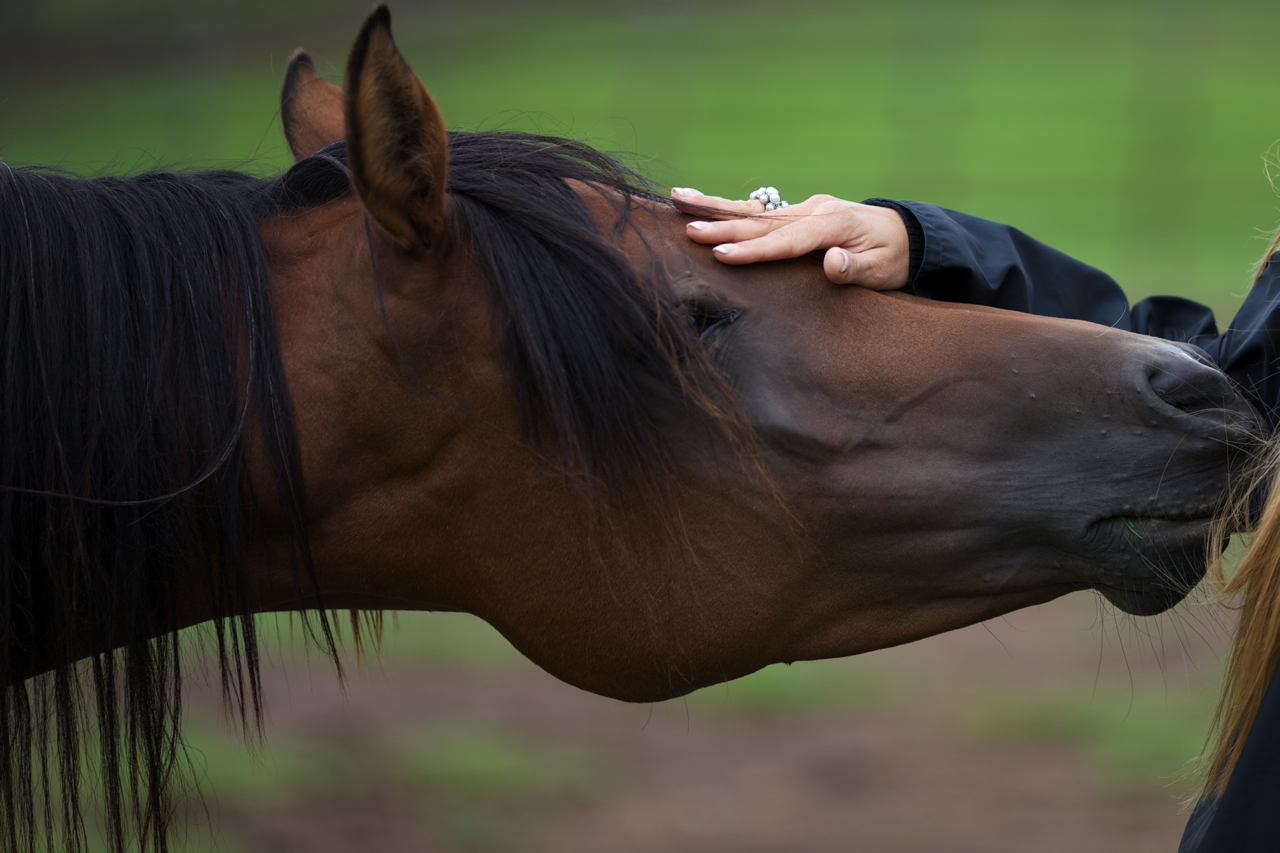
Brauner mit schwarzen Ohrspitzen

Als Brauner bezeichnet man ein Pferd mit braunem Fell und schwarzen Abzeichen an Mähne, Schweif, Ohrspitzen und den Gliedmaßen.
Braun mit seinen Schattierungen ist die häufigste Pferdefarbe und kommt in nahezu allen Rassen vor. Der Cleveland Bay und der Maremmano sind Rassen, bei denen es ausschließlich Braune gibt.
Bei sehr jungen Fohlen sind die später schwarzen Bereiche der Beine des Braunen gewöhnlich noch hell, teilweise sogar fast weiß.
Braune haben im Winter oft ein dunkleres Fell als im Sommer. 

## Normaler Brauner
Bei normalen Braunen sind die Beine sind bis über die Karpal- und Sprunggelenke hinaus schwarz. Normale Braune haben oft ein rötliches Braun und die Maulregion erscheint schwarz.

## Schwarzbrauner

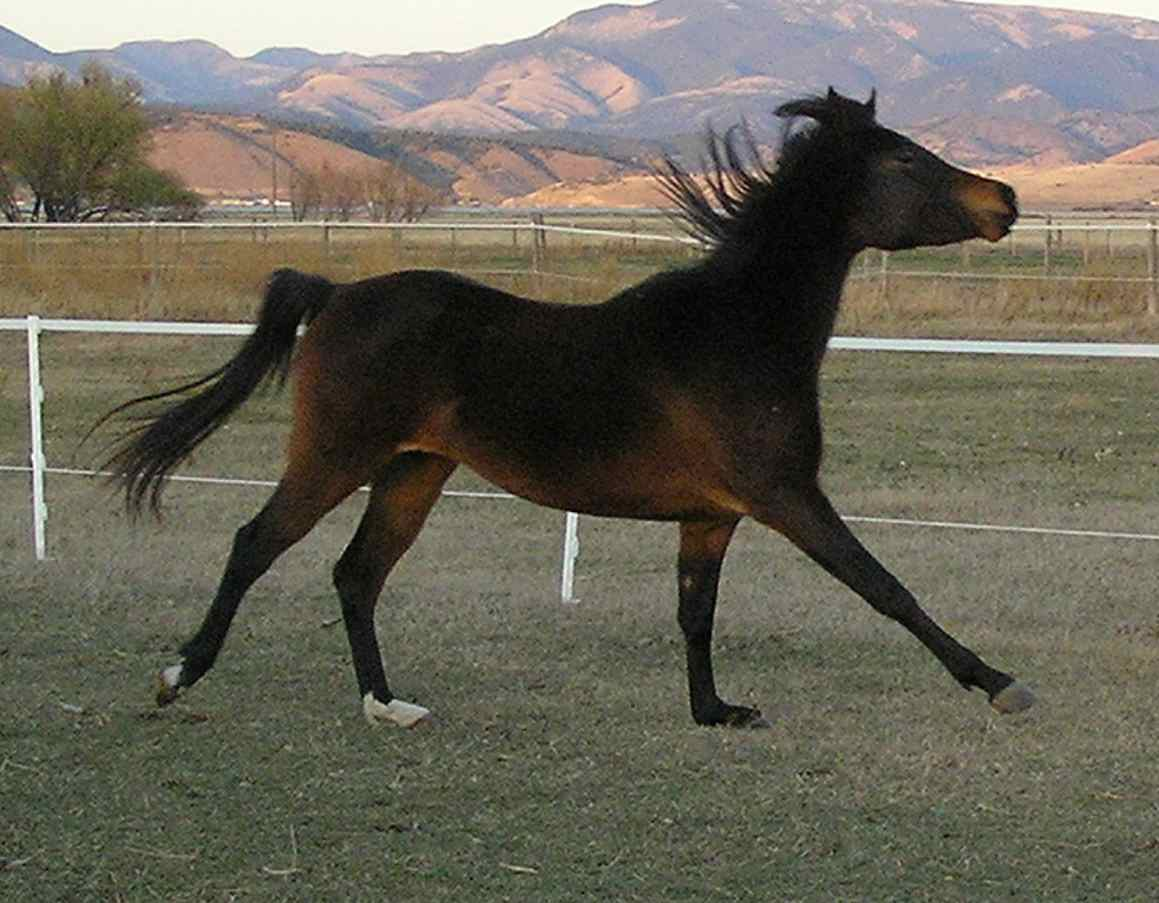
Schwarzbrauner (Seal Brown)

Ein Schwarzbrauner ist sehr dunkel und kann je nach Jahreszeit (Sommerfell) und Lichteinfall wie ein Rappe wirken. Er ist jedoch meist an seinem Kupfermaul erkennbar. Die Nüstern, einige Haare um die Augen, der Bereich vor dem Ansatz des Hinterbeines und die Beininnenseiten sind immer erkennbar heller als der Rest des Körpers.
Verwechslungsmöglichkeiten:
- Rappe: Mähne, Schweif und Rücken können durch die Sonne ausgebleicht sein, so dass sie braun wirken. Der Bereich um die Augen, die Schnauze und der Bereich vor den Hinterbeinen sind nie heller als das restliche Fell. Ein Rappen unterscheidet sich von einem Braunen, dadurch dass er zwar nicht vollständig schwarz ist, aber immer um die Augen und das Maul herum schwarz ist.
- Smutty: Ein Brauner mit Smutty kann einem Schwarzbraunen erheblich ähneln.
- Isabelle (Pferd): Dunkle Braunisabellen können so wenig aufgehellt sein, dass sie sich nicht sichtbar von normalen Schwarzbraunen unterscheiden.

## Braune mit braunen Röhrbeinen

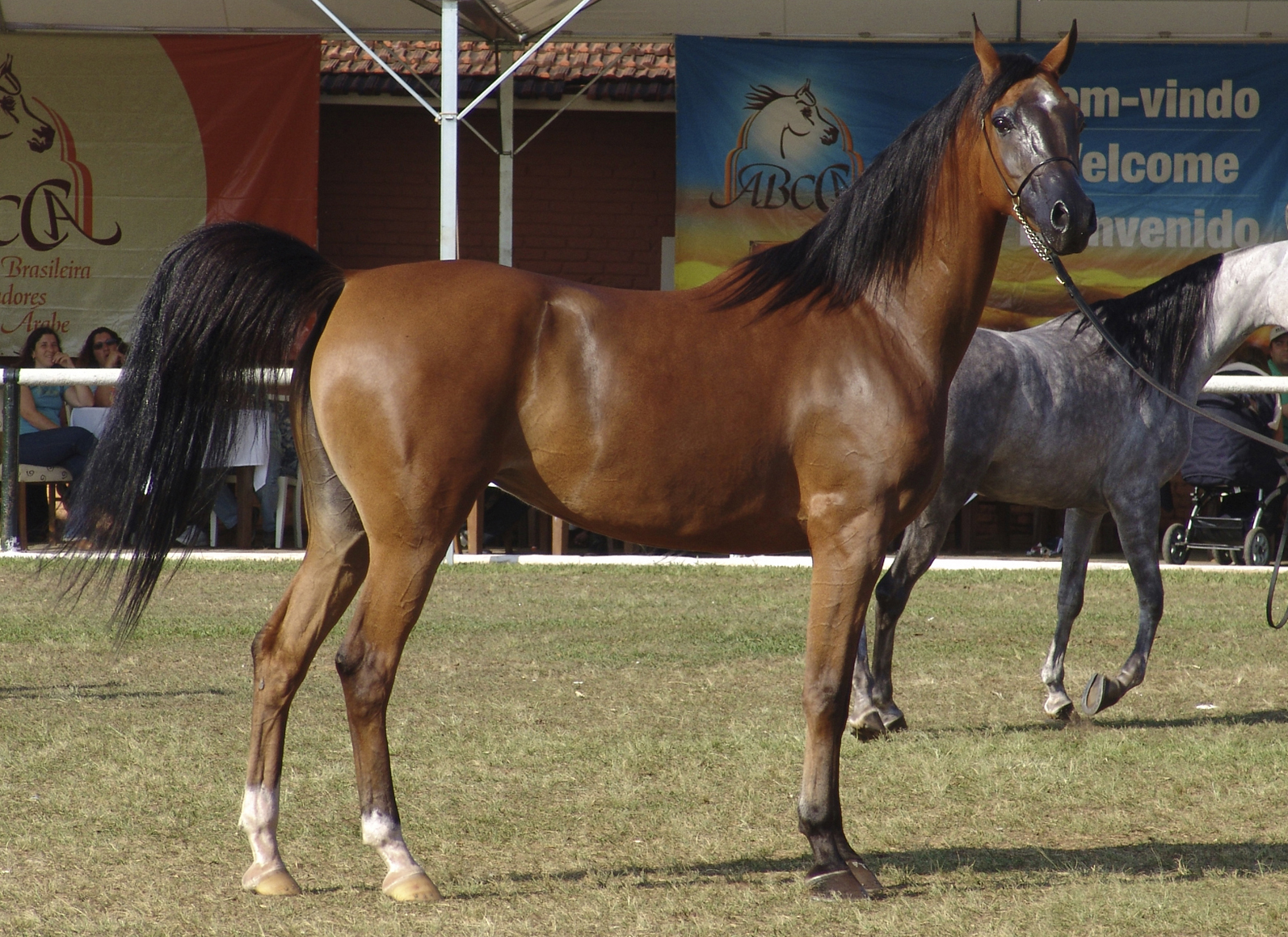
Brauner mit braunen Röhrbeinen

Braune mit braunen Röhrbeinen werden auch Wildtyp-Braune genannt. Bei ihnen reicht das Schwarz an den Beinen nicht bis zum Karpalgelenk und Sprunggelenk hinauf. Oft ist die Farbe mit schwach ausgeprägten Zebrastreifen an den Beinen verbunden.

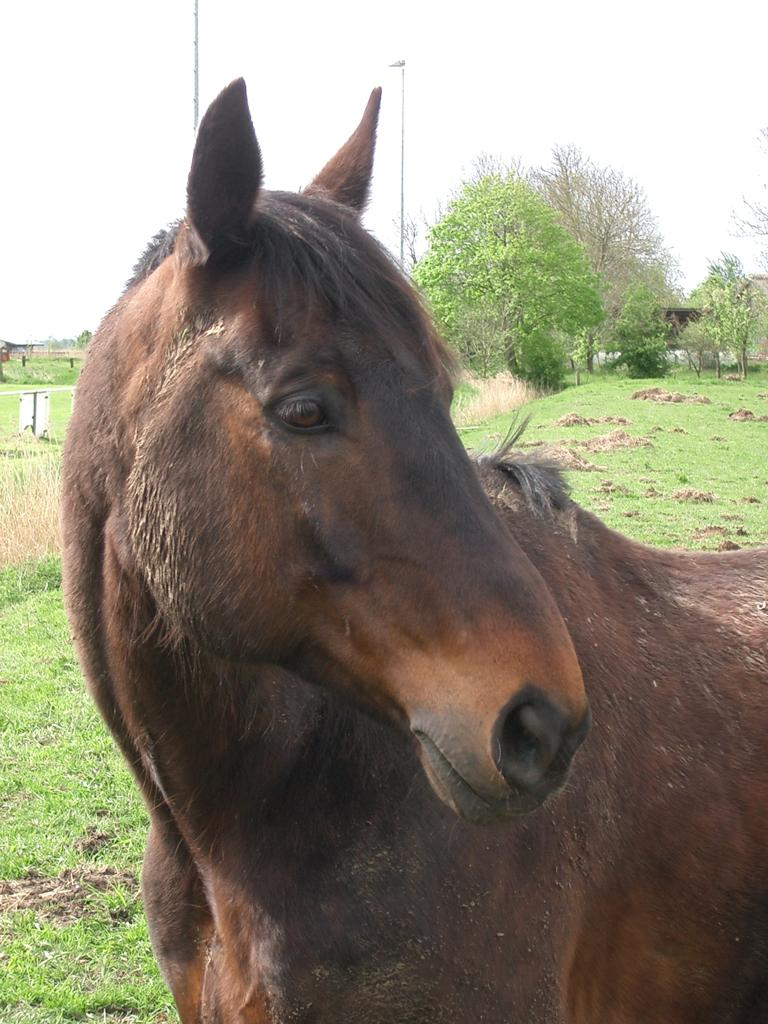
Das hellere Sommerfell löst das dunklere Winterfell ab.
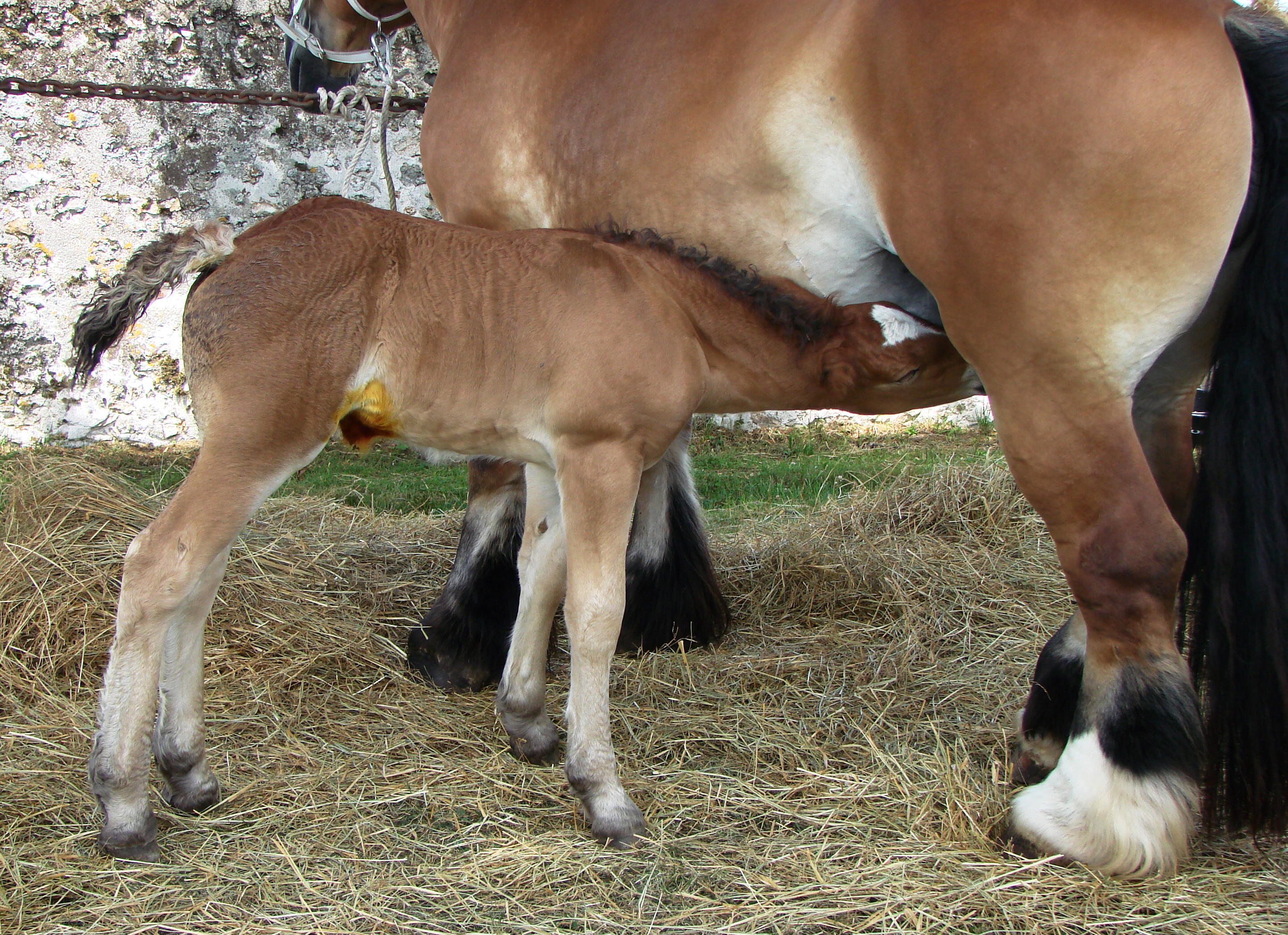
Junges braunes Fohlen, dessen Beine noch hell sind.
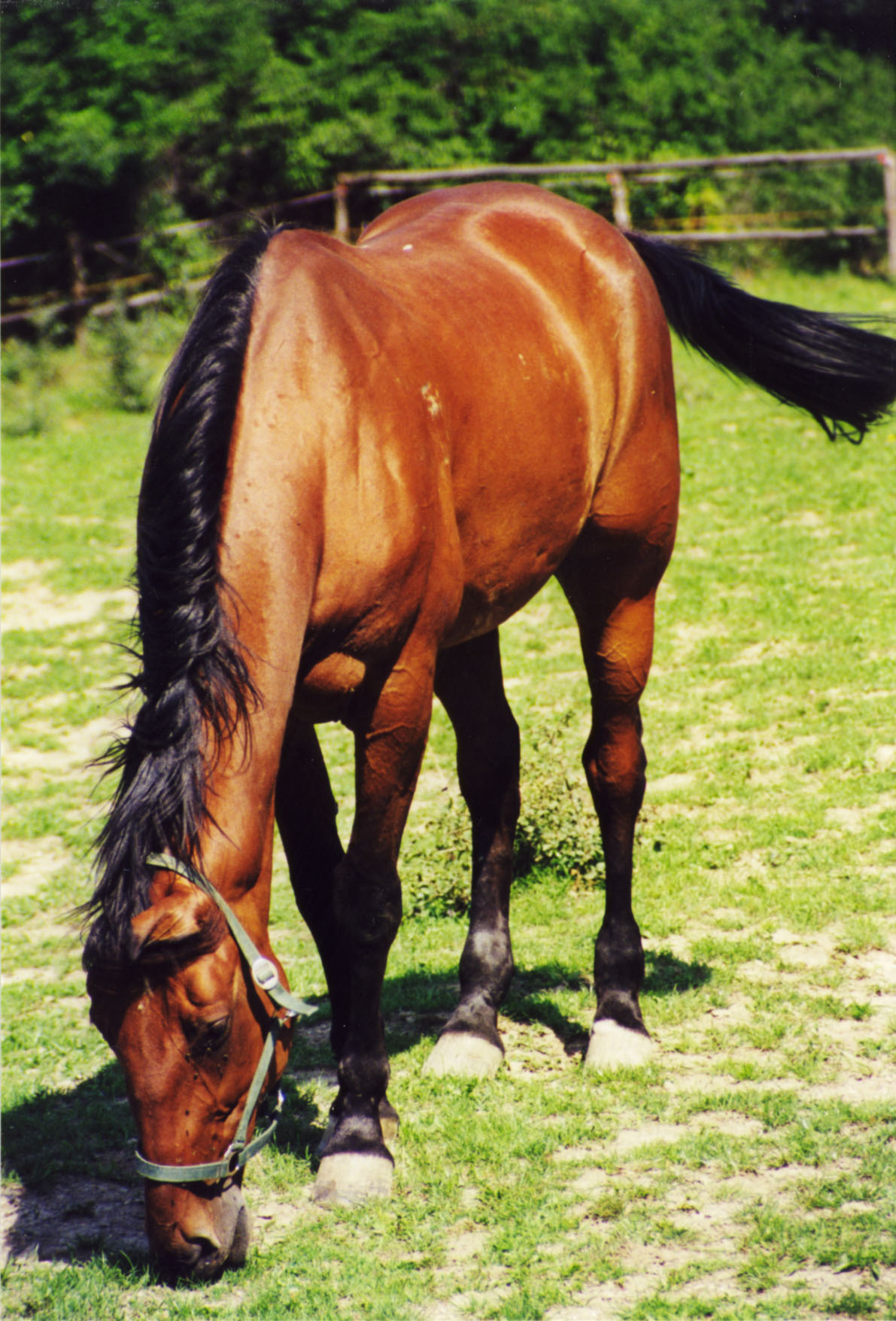
Normaler Brauner im Sommer
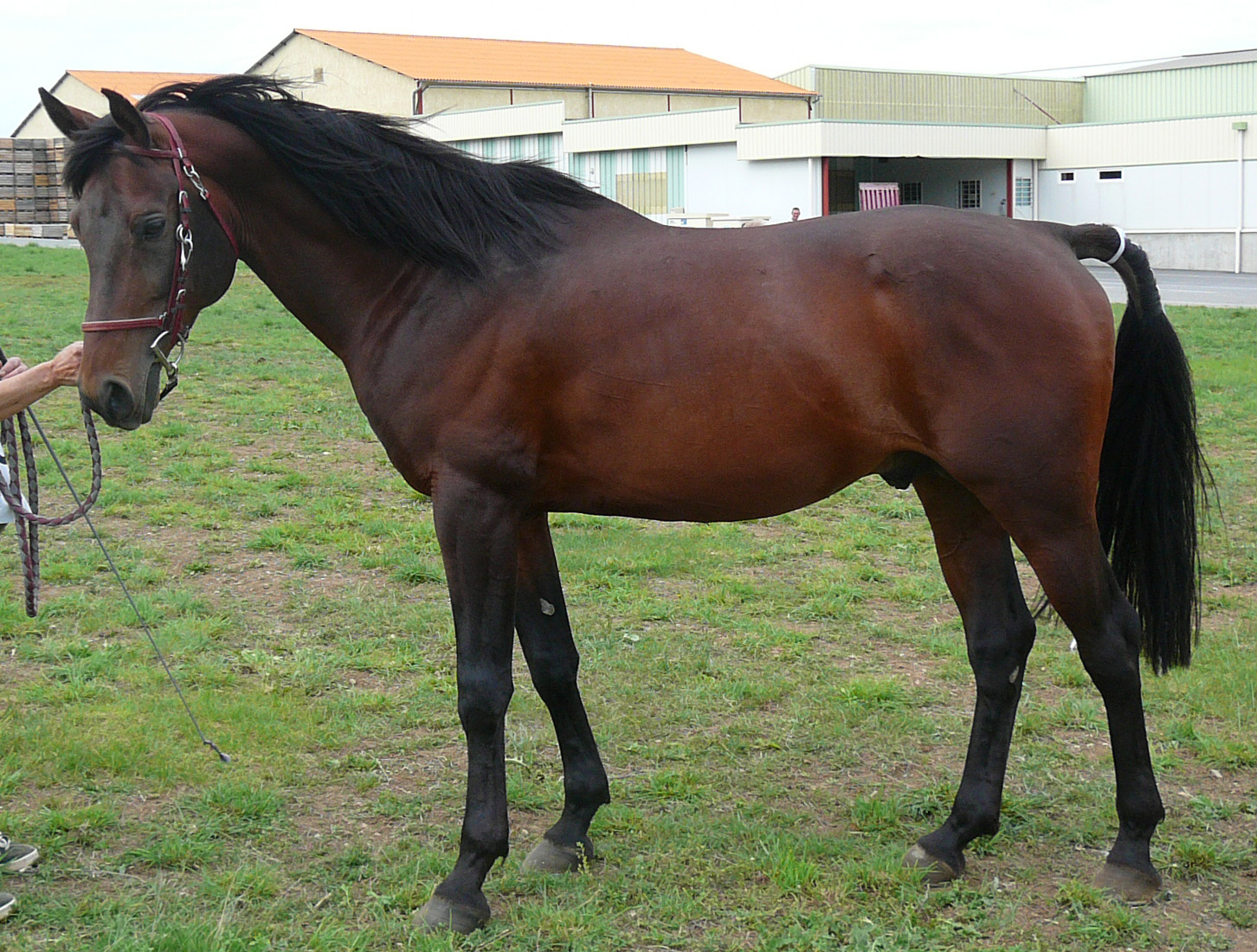
Beim Dunkelbraunen ist der erste Gesamteindruck braun.
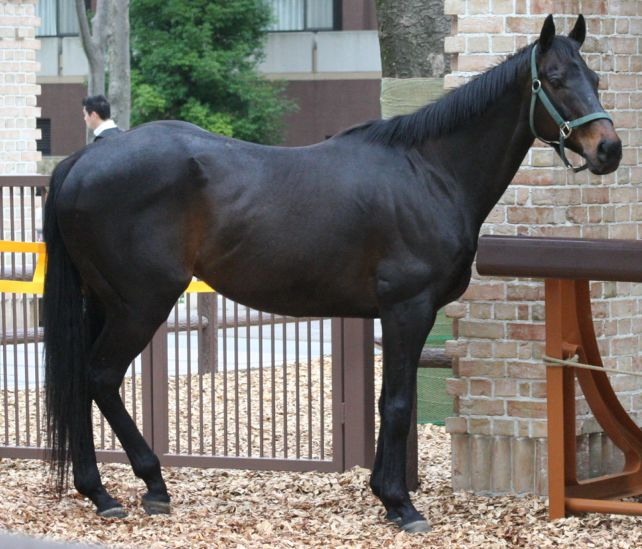
Beim Schwarzbraunen ist der Gesamteindruck schwarz, mit den typischen braunen Bereichen.
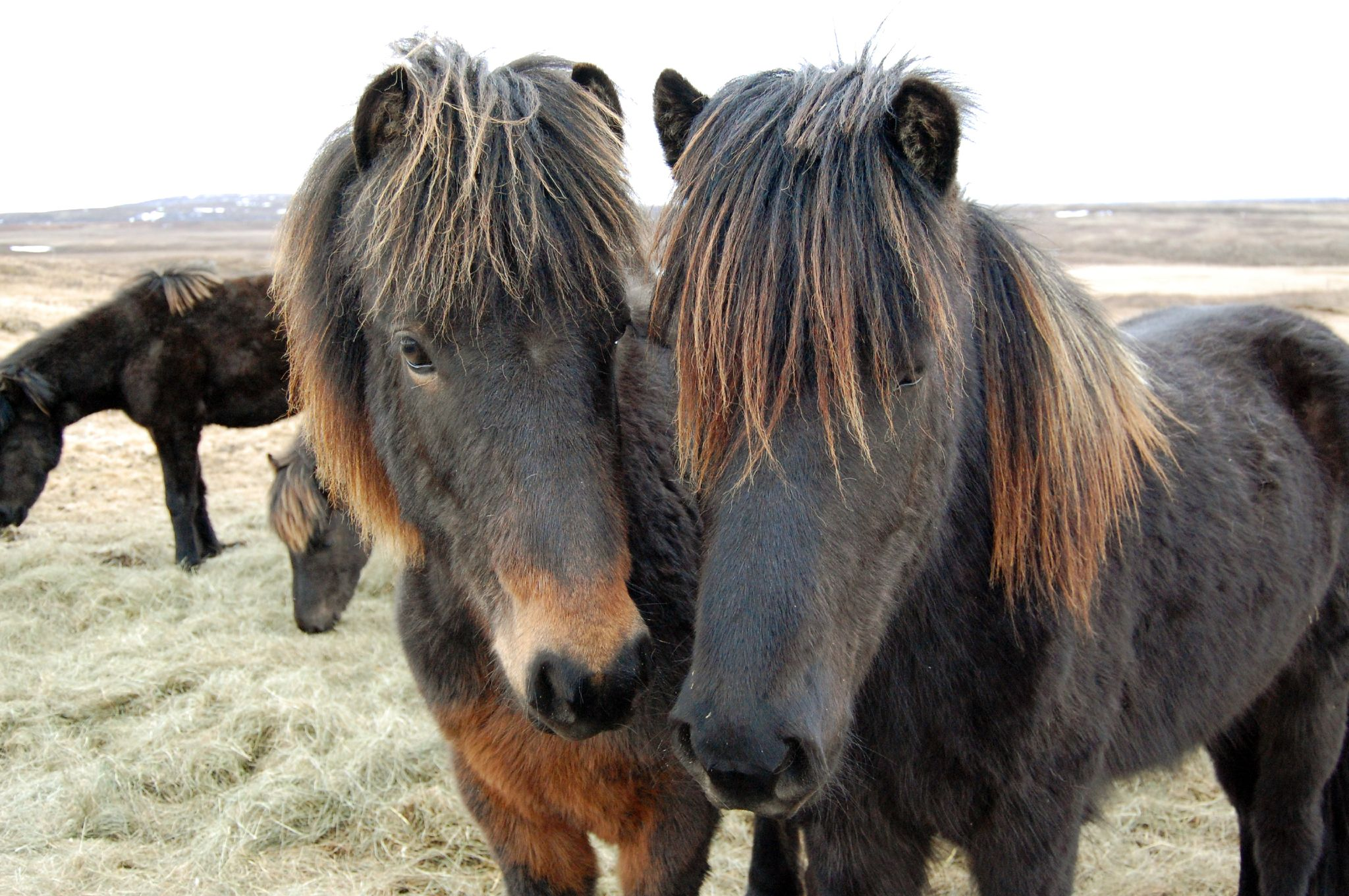
Links ein Schwarzbrauner, Rechts ein Rappe mit ausgebleichter Mähne.

## Vererbung
Auf dem Agouti-Locus gibt es vier verschiedene Varianten des Gens. Drei von ihnen (A+, A, At) führen zu Braunen mit unterschiedlich großen schwarzen Bereichen im Fell, die vierte Variante (a) führt zu einem völlig schwarzen Pferd, dem Rappen. 
Je weniger Schwarz das jeweilige Allel beim Pferd zulässt, desto dominanter ist es. Am wenigsten Schwarz lässt das Gen für die Farbe Wildtyp-Braun (A+) zu. Ein Pferd, welches das Gen A+ hat, sieht immer gleich aus, egal ob es auf dem anderen Chromosom eines der drei anderen Gene hat oder ob es dort noch einmal ein Gen für Wildtyp-Braun hat. 
Ein Pferd, welches das Rapp-Gen hat (a), wird nur dann zu einem Rappen, wenn das auch zweite Allel das Rapp-Gen ist, sonst bekommt es die Farbe, die das andere Gen hervorruft, wie in der folgenden Tabelle vereinfacht dargestellt.
| Agouti AA | Agouti Aa | Agouti aa |
| Brauner   | Brauner   | Rappe     |